# Familjeföretag
Ett familjeföretag är precis som namnet anger ett företag som ägs och drivs inom familjekretsen. Kretsen utvidgas dock ofta till den närmaste släkten eftersom dödsfall och arv fördelar ägandet i vidare kretsar. Många börsnoterade företag startade som familjeföretag, och en eller flera familjer kan fortfarande ha ett starkt inflytande. Särskilt i små familjeföretag är viktiga poster vikta åt familjemedlemmar.